# Кастел
Касте́л (болг. Кастел) — село в Габровській області Болгарії. Входить до складу общини Севлієво.

## Населення
За даними перепису населення 2011 року у селі проживали 43 особи.
Національний склад населення села:
| Національність   | Кількість осіб | Відсоток |
| ---------------- | -------------- | -------- |
| болгари          | 39             | 90,7%    |
| турки            | 4              | 9,3%     |
| цигани           | 0              | 0%       |
| інша             | 0              | 0%       |
| не визначились   | 0              | 0%       |
| Всього відповіли | 43             |          |

Розподіл населення за віком у 2011 році:
Динаміка населення: